# Kal (półwysep)
Półwysep Kal (czasami Półwysep Kalski) – półwysep w Krainie Wielkich Jezior Mazurskich w północnej części kompleksu Mamr, na południe od Węgorzewa, rozdzielający główną część Mamr od jeziora Święcajty. Znajduje się na nim miejscowość Kal.